# نهائي الدرع الخيرية 1922
نهائي الدرع الخيرية 1922 هي النسخة التاسعة من الدرع الخيرية.
لعبت المباراة بتاريخ 10 مايو 1922 على ملعب أولد ترافورد، بين هدرسفيلد تاون وليفربول.
فاز هدرسفيلد تاون بعد فوزه على ليفربول بنتيجة 1–0

## خلفية
تأهل هدرسفيلد تاون بصفته بطل كأس الاتحاد الإنجليزي 1921–22، بينما تأهل ليفربول بصفته بطل دوري كرة القدم الإنجليزي 1921–22.

## المباراة
| هدرسفيلد تاون | 1–0   | ليفربول |
| ------------- | ----- | ------- |
| ويلسون        | [ 1 ] |         |